# Розенберг, Лазарь Давидович
Лазарь Давидович Розенберг (05.06.1908— 08.11.1968) — советский учёный-акустик, доктор технических наук, лауреат Сталинской премии.

## Биография
Родился 5 июня 1908 г. в Киеве в семье учителя.
Окончил радиофакультет Киевского энергетического института (1931).
С 1930 г. работал в научно-исследовательской лаборатории звукового кино на Киевской киностудии. С 1936 по 1938 г. первый зав. кафедрой акустики Киевского института радиоинженеров. В 1938 г. начальник акустического проектирования Дворца Советов (Москва), в том же году присвоена учёная степень кандидата технических наук.
С 1941 по 1945 г. старший научный сотрудник Физического института АН СССР. Во время Великой Отечественной войны вместе с Н. Н. Андреевым) принимал участие в создании оружия для борьбы с акустическими минами.
В 1942 г. защитил докторскую диссертацию и был утвержден в учёной степени доктора технических наук.
В 1954 г. после создания Акустического института АН СССР назначен заведующим лабораторией ультразвука, с 1962 г. — заведующий отделом ультразвука и лабораторией акустоэлектроники. При организации Научного совета по ультразвуку АН СССР избран его председателем. Член редколлегии «Акустического журнала».
По совместительству в 1939—1950 преподавал в Московском энергетическом институте (руководил подготовкой аспирантов-акустиков), в 1950—1953 гг. профессор кафедры теоретической и экспериментальной физики в Ярославском педагогическом институте, с 1956 профессор кафедры акустики Московского физико-технического института.
Известен как бонист. Автор опубликованного в журнале «Наука и жизнь» очерка «Историю рассказывают деньги» (1964).
Умер 8 ноября 1968 г. после продолжительной тяжелой болезни.

## Сочинения
- Розенберг Л. Д. Звуковые фокусирующие системы. М. -Л.: Изд-во АН СССР, 1949.
- Розенберг Л. Д. Фокусирующие излучатели ультразвука. В кн. «Физика мощного ультразвука», т. 1. Источники мощного ультразвука / Под ред. Л. Д. Розенберга. М.: Наука, 1967, С. 149—206.
- Применения ультразвука [Текст]. — Москва : Изд-во Акад. наук СССР, 1957. — 106 с., 5 л. портр. : ил.; 20 см. — (Научно-популярная серия/ Акад. наук СССР).
- Рассказ о неслышимом звуке [Текст]. — Москва : Изд-во Акад. наук СССР, 1961. — 159 с. : ил.; 20 см. — (Научно-популярная серия/ Акад. наук СССР).
- Ультразвук в технике [Текст] : Стенограмма публичной лекции… / Лауреат Сталинской премии д-р техн. наук проф. Л. Д. Розенберг. — Москва : Знание, 1955. — 40 с. : ил.; 22 см. — (Серия 4/ Всесоюз. о-во по распространению полит. и науч. знаний; № 20).
- Ультразвуковая размерная обработка хрупких материалов [Текст] / Л. Д. Розенберг, Д. Ф. Яхимович ; Центр. правл. Науч.-техн. о-ва машиностроит. пром-сти. Обществ. ун-т. Заоч. курсы усовершенствования ИТР по технологии механ. обработки и сборки. — [Москва] : Профиздат, 1961. — 95 с. : ил.; 22 см.
- Ультразвуковое резание [Текст] / Акад. наук СССР. Акустич. ин-т ; Л. Д. Розенберг, В. Ф. Казанцев, Л. О. Макаров, Д. Ф. Яхимович. — Москва : Изд-во Акад. наук СССР, 1962. — 251 с. : ил.; 22 см.
- Физика и техника мощного ультразвука [Кн. 3] : Физические основы ультразвуковой технологии: [монография : в 3 кн.] / Акад. наук СССР, Акуст. ин-т; ред. Л. Д. Розенберг. — М. : Наука, 1967 — . — 1970. — 688 с. : ил. — Библиогр. в конце частей. — Библиогр.: с. 678—680. — Предм. указ к кн. 1, 2 и 3. — 2900 экз.

## Награды и звания
- Сталинская премия I степени (1951) — за научные исследования в области акустики;
- Медаль «За трудовую доблесть» (1953).